# エディロール・UAシリーズ
UAシリーズ（ユーエーシリーズ）とは、ローランドのUSB接続オーディオインターフェース（マイクミキシングオーディオキャプチャーユニット）シリーズ（Mobile UAは除く）、およびUSB接続ポータブルD/Aコンバーターシリーズ（Mobile UAのみ）である。当初EDIROL（エディロール）ブランドで販売されていたが、2009年より「Cakewalk by Roland」ブランドで販売。2010年のEDIROLのRolandブランドへの統合に伴い、OCTA-CAPTURE以降の製品はRolandブランドで販売される。
なお、本項では便宜上、事実上の後継ブランドとなるRubixシリーズ（ルビックスシリーズ。後述参照）についても述べる。

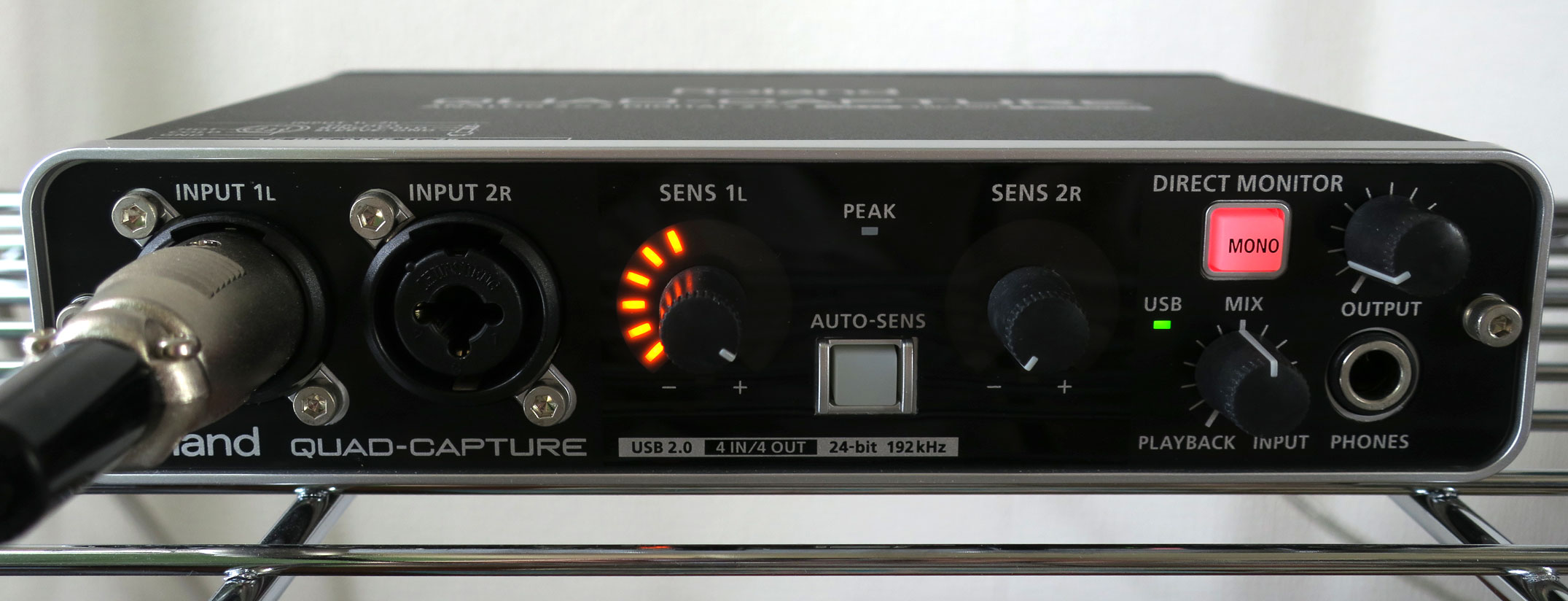
QUAD-CAPTURE UA-55

## 概要
1998年のUA-100発売以来、ブランドイメージも手伝って他社・他ブランドを圧倒する高いシェアを誇った。DAW環境が普及した2000年以降はUSB 1.1の転送速度の遅さゆえFireWireの陰に隠れた存在となっていたが、2003年、いち早く世界初のUSB2.0対応オーディオインターフェース「UA-1000」をリリースし、再びUSBオーディオインターフェースに注目を集める立役者となった。FireWireの方が実際の転送速度は速い場合が多いが、USBの方が一般的に使われていること、相性問題が少なかったことが人気の原因と考えられる。
同シリーズの最大の特徴は同社独自の技術により、煩わしいドライバーのインストール作業を軽減し、すぐ利用できるのが大きな特徴となっている。
2007年11月23日より、統合DAWソフトCakewalk Production Plus Packが無償バンドル開始。

## 機種紹介

### UAシリーズ
2020年12月現在の現行機種はSTUDIO-CAPTURE、OCTA-CAPTURE、Super UA、Mobile UAの4機種のみ。

UA-100
仕様・16bit/48kHz/USB1.1対応、20ビットA/D-D/Aコンバーターと、2入力/2出力のMIDIインターフェースを搭載。
24 ビット (内部) DSP マルチエフェクト64種、システムエフェクト3種内蔵。
1998年に発売。電源にはACアダプターを使用する。
DSPは付属のソフトによりWindows 98/Me/2000/XP、Mac OS 8.6～9.xにて操作可能。
他にスタンドアロンでDSPを数種利用可能なモードが５つ搭載。モードによって使用可能なエフェクトは決まっている。
UA-100G
仕様・16bit/48kHz/USB1.1対応
UA-100のマイナーチェンジ版。カラーがSC-8850同様のシャンパンゴールドに変わった。
DSPエフェクトなど、主なハードウェア仕様はUA-100と同様。
1999年11月に発売。電源にはACアダプターを使用する。
付属ソフトウェアとして「CoolEdit Pro LE」、および「MP3 Studio Unreal イントロパック」、「VSC-88H3」が付属。
UA-30
仕様・16bit/48kHz/USB1.1対応
1999年11月に発売。バスパワー駆動。
Windows XP標準ドライバを使用する為、専用のドライバがメーカーから配布されていない。
UA-5
仕様・24bit/96kHz/USB1.1対応
2001年10月に発売。UAシリーズ初の24bit/96KHz対応製品。電源にはACアダプターを使用する。
UA-3D
仕様・16bit/48kHz/USB1.1対応
2002年5月下旬に発売。DVDビデオのドルビー・デジタル、およびDTSの各5.1ch音声信号のデジタルスルーに対応（ただし64ビット版を除くWindows XPのみ）。
バスパワー駆動。
DVD再生ソフト「WinDVD 3.1」、および波形編集ソフト「Sound it! 3.0LE」、ソフトウェアMIDIシンセサイザ「Virtual Sound Canvas 3.2」が付属。
UA-3FX
仕様・24bit/48kHz/USB1.1対応
2003年6月下旬に発売。UA-3Dの24bit対応バージョン。バスパワー駆動。
DSPエフェクトを11種搭載しているが、UA-100とは一部異る。
32bit版Windows XPでのみ、DVDビデオのドルビー・デジタル、およびDTSの各5.1ch音声信号のデジタルスルーに対応。
DVD再生ソフト「WinDVD 3.1」、および波形編集ソフト「Sound it! 3.0LE」、ソフトウェアMIDIシンセサイザ「Virtual Sound Canvas 3.2」が付属。
UA-4FX
仕様・24bit/96kHz/USB1.1対応
2005年11月下旬に発売。ミドルクラスに位置する製品であるが、シリーズ中、比較的にS/Nが良い(108dB)ことが特筆される。バスパワー駆動。
DSPエフェクトはUA-3FXの11種に加え、さらにCOSMテクノロジーによる真空管モデリングアンプを搭載、合計12種となった。
UA-3FX同様、32bit版Windows XPでのみ、DVDビデオのドルビー・デジタル、およびDTSの各5.1ch音声信号のデジタルスルーに対応。
当時、リバーブやディレイをかけ撮りできるオーディオIFは珍しかった為、本機はニコニコ動画などへの歌唱投稿（いわゆる「歌ってみた」）制作用に人気があった。
UA-25
仕様・24bit/96kHz/USB1.1対応
2004年7月23日に発売。バスパワー駆動可能ながら、電源を再生成してアナログ回路をワイドレンジ化していることが特徴。2008年現在どこの販売店でも在庫があると言っていいほどの定番機となっていた。標準的性能でコストパフォーマンスも良いとされ、音楽作成のみならず、音楽鑑賞利用の購入者も多い。ややノイズが多く、96kHz使用時にはRec/Playボタンを切り替えて使用せねばならないことを不満とする意見も決して少なくない。
オープン価格だが、実売価格25,000円前後。
UA-25EX
仕様・24bit/96kHz/USB1.1対応
UA-25の後継機として発売された。
ヴォーカルの録音に適したCOMP1、楽器の録音に適したCOMP2の2系統のアナログコンプレッサーが搭載された。
このコンプレッサーは扱うパラメータがスレッショルドの設定だけであるため、初心者に扱いやすい反面細かな調整を要するプロフェッショナルな使用は難しい。
UA-25で批判されたS/Nは若干の改善が見られる。
UA-101
仕様・24bit/192kHz/USB2.0対応
2005年6月に発売。UA-1000に続き、UAシリーズ2作目のUSB2.0対応製品、およびUAシリーズ初の24bit/192KHz対応製品。インアウト数ではUA-1000に劣るが、音質面ではそれに近いものがあるとされる。UA-1000の生産が終了したため事実上のUAシリーズ最上位モデルであったが、2010年現在はOCTA-CAPTUREにその座を譲っている。電源はACアダプターを使用する。
オープン価格だが、実売価格55,000円前後。
UA-1000
仕様・24bit/96kHz/USB2.0対応
歴代UAシリーズの最上位モデル（2003年当時）。2003年、世界初のUSB2.0対応オーディオインターフェースとして注目された。a-dat端子搭載。コストパフォーマンスに極めて優れ、プロ機材とアマチュアの差を一気に縮めた存在。
2016年現在既に終売済み。
オープン価格だったが、実売価格85,000円前後。
OCTA-CAPTURE（UA-1010）
仕様・24bit/192kHz/USB2.0対応
2010年にローランドブランドから発売。製品名称からはUAシリーズとは判別できないが、ローランド公式ウェブサイトの製品情報では「UA-1010」と型式併記されている。
インアウト数は10IN/10OUT（アナログ8IN/8OUT、デジタル2IN/2OUT。ループバック用のMAINが加わる）、その他に8系統のマイク・プリアンプ「VS PREAMP」、更に極小のレイテンシーを実現する「VS STREAMING」を搭載している。電源にはACアダプターを使用する。
オープン価格だが、実売価格60,000円前後。
QUAD-CAPTURE（UA-55）
仕様・24bit/192kHz/USB2.0対応
2011年にローランドブランドから発売。名称からはUAシリーズとは判別できないが、ローランド公式サイトの製品情報では「UA-55」と表記されている。OCTA-CAPTUREの廉価版という位置づけで、実質的にはUA-25EXの後継機。
インアウト数は4IN/4OUT（アナログ・デジタルそれぞれ2IN/2OUTずつ。ループバック用のMAINが加わる）、デジタル端子はコアキシャルのみとなった。その他に2系統のマイク・プリアンプ「VS PREAMP」、およびOCTA-CAPTUREと同様の「VS STREAMING」を搭載している。バスパワー駆動で、アナログ回路をワイドレンジ化している点はUA-25と同様。
オープン価格だが、実売価格23,000円前後。
TRI-CAPTURE（UA-33）
仕様・24bit/96kHz/USB1.1対応
2011年にローランドブランドから発売。名称からはUAシリーズとは判別できないが、ローランド公式サイトの製品情報では「UA-33」と表記されている。
実質的なインアウト数は2IN/2OUTであるが、マイク・ギター・ラインの3種類の入力端子や音量つまみを持つ。3つのレコーディングモードを搭載し、Ustreamなどのインターネット生放送にも使用可能。バスパワー駆動。先述のUA-4FXや後述するSTREAM STATION（UA-4FX II）同様、USB1.1のため96kHzでの録音と再生はスイッチを切り替える必要がある。
オープン価格だが、実売価格14,000円前後。
DUO-CAPTURE EX（UA-22）
仕様・24bit/48kHz/USB1.1対応
2012年にローランドブランドから発売。名称からはUAシリーズとは判別できないが、ローランド公式サイトの製品情報では「UA-22」と表記されている。
QUAD-CAPTUREの事実上の弟分にあたるモデルで、QUAD-CAPTUREと同様の2系統のマイク・プリアンプ「VS PREAMP」、および「VS STREAMING」を搭載している。ただしQUAD-CAPTUREと異なり、電源にはACアダプターを使用する。またサンプリング周波数も最大48KHzまでの対応となる。
オープン価格だが、実売価格17,000円前後。
DUO-CAPTURE（UA-11）
仕様・24bit/48kHz/USB1.1対応
2011年にローランドブランドから発売。名称からはUAシリーズとは判別できないが、ローランド公式サイトの製品情報では「UA-11」と表記されている。
実質的なインアウト数は2IN/2OUTで、標準フォーンのギター／マイク兼用端子とステレオミニのライン入力端子を持つ（個別の音量調節は不可能）。バスパワー駆動。
オープン価格だが、実売価格8,000円前後。
DUO-CAPTURE mk2（UA-11-MK2）
仕様・24bit/48kHz/USB1.1対応
2013年にローランドブランドから発売。名称からはUAシリーズとは判別できないが、ローランド公式サイトの製品情報では「UA-11-MK2」と表記されている。
上記のDUO-CAPTUREのマイナーチェンジモデル。
オープン価格だが、実売価格7,500円前後。
STUDIO-CAPTURE（UA-1610）
仕様・24bit/192kHz/USB2.0対応
2013年にローランドブランドから発売。名称からはUAシリーズとは判別できないが、ローランド公式サイトの製品情報では「UA-1610」と表記されている。
USB接続オーディオインターフェースとしてのフラグシップモデル。最大16IN/10OUTの入出力に対応し、バンドの一発録りや本格的な音楽制作システムのコアシステムとして優れたパフォーマンスを実現。アコースティック・ドラムのレコーディングを始めとしたマルチ・レコーディング時に威力を発揮するAUTO-SENSや超低レイテンシーを実現する独自技術のVS-STREAMINGも搭載している。新たに視認性の高いレベル・メーターやモニター・ミックス端子、新設計のコンプレッサー・アルゴリズムを採用し、より柔軟なレコーディング環境を実現。2台のSTUDIO-CAPTUREを同時使用することで、最大32 IN/18 OUTという巨大なシステムを構築することも可能。
オープン価格だが、実売価格90,000円前後。
Mobile UA（UA-M10）
仕様・32bit/352.8kHz/DSD/2.8MHz/USB2.0対応
2014年にローランドブランドから発売。
パソコンを用いてハイレゾ音源を再生することができるUAシリーズ唯一の再生専用USBオーディオインターフェース（USB-DAC）。新開発のDSPオーディオ・エンジン「S1LKi」と1bit DAコンバーターを使用することで、入力の濁りや曇りのない滑らかな再生が可能となっており、同社独自の技術「VS Streamingテクノロジー」により、変換による音の遅延が少ない安定した動作を実現。DSDデータの再生にも対応し、2.8MHzサンプリングの直接再生に対応。5.6MHzのDSDデータは、内部ダウンサンプリングにより2.8MHzのDSDデータに変換され、再生可能となる。また、リニアPCMフォーマットは最大352.8kHz/32bitの再生が可能である。
オープン価格だが、実売価格28,000円前後。
Super UA（UA-S10）
仕様・32bit/352.8kHz/DSD/5.6MHz/USB2.0対応
2015年にローランドブランドから発売。
上記のMobile UA同様、DSPオーディオ・エンジン「S1LKi」と1bit DAコンバーターを使用することで、入力の濁りや曇りのない滑らかな再生が可能となっており、同社独自の技術「VS Streamingテクノロジー」により、変換による音の遅延が少ない安定した動作を実現。DSDデータの再生にも対応し（ただしDSDを用いた録音には非対応）、最大5.6MHzサンプリングの直接再生に対応。また、上記のMobile UA同様、リニアPCMフォーマットは最大352.8kHz/32bitの再生が可能である。電源にはACアダプターを使用する。
通常の接続では本体のみ（インアウト数は2IN/2OUTで標準フォーン端子専用となる）を使用し、XLRコネクターによる接続が必要なときは付属のブレークアウト・ボックスを併用するなど、使用用途に合わせた柔軟なセッティングが可能となる。ちなみに高価格帯のモデルでありながらオプティカル、コアキシャルに関わらずデジタル入出力端子は意外にも装備されていない。
オープン価格だが、実売価格75,000円前後。
UA-4FX II（STREAM STATION）
仕様・24bit/192kHz/USB2.0対応
2016年12月上旬に発売。製品型式から示す通り、先述のUA-4FXの改良版にしてUAシリーズの最終機種にあたる。先代のUA-4FXの基本仕様に加え、新たにUSB2.0（バスパワー駆動）、および24bit/192kHzに対応となった。
オープン価格だが、実売価格20,000円前後。

### ケーブル一体型
UA-1A／UA-1D
ケーブル一体型のオーディオインターフェース。UA-1Aはアナログ用、UA-1Dはデジタル（コアキシャル・オプティカル）用で、入出力端子のみを備えた簡単なものになっている。
UA-1X
UA-1AおよびUA-1Dの後継機種。デジタル音声はオプティカル出力のみとなった。
UA-1EX
UA-1Xの後継機種。オプティカル入力端子、プラグイン・パワード・マイク入力端子が追加された。
また、専用ドライバで動作する「アドバンス・モード」を装備し、ディップスイッチによりサンプリング周波数などの細かい設定が可能となった。
UA-1G
UA-1EXの後継機種。黒い本体に大きなインプットボリュームダイヤルが特徴。UA-1EXからの変更点はギター・マイク入力端子の追加。
ブランド名変更と同時にモデルチェンジされたのはUA-1Gのみ。実売価格12000円前後。

### Rubixシリーズ
2017年2月より登場したこれまでのUAシリーズに代わる後継ブランド。
Rubix44
仕様・24bit/192kHz/USB2.0対応
2017年2月にローランドブランドから発売。実質的には先述のQUAD-CAPTUREの後継機という位置づけにあたる。
インアウト数は4IN/4OUT（従来モデルのQUAD-CAPTUREと異なり、デジタル端子は未装備）、低ノイズ、高音質設計のマイク・プリアンプを4機搭載し、iPadを使用したモバイル・レコーディングにも対応している。Windows環境ではASIOに、MacOS, iOSではCoreAudioにそれぞれ対応する。
Rubix24
仕様・24bit/192kHz/USB2.0対応
2017年2月にローランドブランドから発売。実質的には上記のRubix44の廉価版という位置づけにあたる。
インアウト数は2IN/4OUTで、低ノイズ、高音質設計のマイク・プリアンプを2機搭載し、iPadを使用したモバイル・レコーディングにも対応している。Windows環境ではASIOに、MacOS, iOSではCoreAudioにそれぞれ対応する。
Rubix22
仕様・24bit/192kHz/USB2.0対応
2017年2月にローランドブランドから発売。実質的には上記のRubix24の廉価版という位置づけにあたる。
インアウト数は2IN/2OUTで、低ノイズ、高音質設計のマイク・プリアンプを2機搭載し、iPadを使用したモバイル・レコーディングにも対応している。Windows環境ではASIOに、MacOS, iOSではCoreAudioにそれぞれ対応する。